# Вавилон (альманах)
«Вавилон» — литературный альманах, выходивший в Москве и посвящённый творчеству молодых авторов. Появился в 1989 году как самиздатское издание под редакцией поэта Дмитрия Кузьмина; в число основателей проекта входили также Вадим Калинин и Станислав Львовский. Датой основания «Вавилона» принято считать 13 февраля: этот день был выбран в 1997 году с оглядкой на посвящённое этой дате стихотворение Пауля Целана и связанное с ним эссе Жака Деррида, писавшего: «Упоминание 13 февраля составляет часть того, что произошло в этот день, только лишь часть». Название «Вавилон» было выбрано с опорой на песню Бориса Гребенщикова со словами: «Вавилон — город как город, / печалиться об этом не след: / Если ты идёшь, то мы идём в одну сторону — / другой стороны просто нет». Собственно «Вавилоном» было названо неформальное Товарищество молодых литераторов, преобразованное в Союз молодых литераторов «Вавилон» на Всесоюзном фестивале молодых поэтов в ноябре 1991 года, а альманах считался его органом.
После 16 самиздатских номеров «Вавилона» в 1992 г. был выпущен первый полиграфический выпуск (издательство Всесоюзного гуманитарного фонда им. А. С. Пушкина), за которым последовали ещё девять. С 1993 г. альманахи выходили под маркой издательства «АРГО-РИСК», с 2000 г. соредактором альманаха был Данила Давыдов. Последний выпуск альманаха вышел в 2003 году.
В начале 2004 года Дмитрий Кузьмин объявил о закрытии Союза и альманаха в связи с тем, что в литературу пришло новое молодое поколение, а поколению 1990-х годов пора выступать уже не с поколенческими проектами, а с проектами, охватывающими всю национальную литературу. При этом, как отмечает критика, «объём выпусков „Вавилона“ вырос за десятилетие с восьмидесяти до двухсот пятидесяти страниц, а число авторов очередного выпуска — с двадцати пяти до семидесяти пяти».
По мнению Кирилла Решетникова, альманах «Вавилон» «в течение пятнадцати лет был ведущим изданием, посвящённым литературному творчеству молодых авторов, <…> играл роль живой альтернативы как толстым журналам, так и маргинальным изданиям». Евгений Лесин отмечал, что на страницах альманаха «наряду с произведениями „чисто вавилонскими“ — утончёнными, претенциозными, литературоцентричными, усложнёнными, рафинированными и пр. — встречаются произведения безыскусные, лубочные, живые» В то же время Николай Работнов, признавая, что «„Вавилон“ стал колыбелью сплочённой группы русских литераторов», резко отрицательно оценил само творчество этой группы, пеняя и на их литературоцентричность и претенциозность, и на их безыскусность и лубочность.
После закрытия альманаха «Вавилон» продолжил, однако, существовать одноимённый литературный сайт. На смену «Вавилону» пришёл, как считается, журнал поэзии «Воздух».
В 2021 году основатели «Вавилона» — Кузьмин, Калинин, Львовский, Давыдов и Илья Кукулин — учредили литературную премию, заявив, что сегодня, как и во времена создания «Вавилона», в поэзии имеет значение «различие и многообразие живых и развивающихся поэтических языков», и выразив намерение награждать авторов «с наиболее самостоятельной художественной индивидуальностью, выражающие своё время особым неповторимым способом». Первым лауреатом премии 13 февраля была объявлена Лида Юсупова.